# Guido Donati
Guido Donati (Mozzo, 17 gennaio 1949) è un organista e compositore italiano.
È stato organista titolare della Chiesa di San Filippo Neri di Torino dal 1991 al 2015.

## Biografia
Si è diplomato in Organo e Composizione Organistica con Enrico Girardi e in pianoforte con Luciano Giarbella presso il Conservatorio Giuseppe Verdi (Torino); si è poi diplomato in Musica Corale e Direzione di Coro, sempre a Torino, e in Composizione presso il Conservatorio Antonio Vivaldi di Alessandria.
Come solista, ha al suo attivo numerosi concerti eseguiti in importanti festival organistici europei. Nel 1986, ha inaugurato la restaurata Sala di Musica del Palazzo del Quirinale, eseguendo un concerto di fortepiano alla presenza del Presidente della Repubblica Francesco Cossiga. Nel 1995 ha curato la realizzazione di un concerto di antiche musiche custodite nell'Archivio della Confraternita del SS Sudario di Torino: il concerto,  al quale egli ha partecipato in qualità di solista d'Organo, si è svolto alla presenza del Presidente della Repubblica Oscar Luigi Scalfaro. Ha effettuato numerosi concerti di improvvisazione, tra i quali alcune sonorizzazioni di film muti, sia all'organo sia al pianoforte.
Organista titolare dell'Accademia corale “Stefano Tempia” dal 1968 al 1995. Dal 1991 al 2015 è stato organista titolare della Chiesa di San Filippo Neri (Torino).
Nel 1968 è stato chiamato da Enore Zaffiri a far parte dello S.M.E.T. (Studio di Musica Elettronica Torinese) ed ha partecipato ai lavori dello studio fino al 1974.
Come compositore ha al suo attivo numerose composizioni: esse comprendono brani pianistici e organistici, musica per coro, cicli di liriche per canto e pianoforte, musica da camera e composizioni orchestrali. Il suo Concerto per Organo e Orchestra è stato eseguito dal dedicatario Massimo Nosetti il 3 ottobre 2006 nell'ambito del Festival Organistico Internazionale di Santa Rita a Torino. È anche autore di musiche da film e per teatro, nonché di una commedia musicale in piemontese ('l Genio dij Pra').
Ha ideato e realizza ritratti musicali creando composizioni improvvisate su cose e persone.
Nel 2003 e nel 2009 è stato premiato al Concorso Internazionale di Musica Sacra Città di Castagneto Carducci.
Dal 1978 al 2014 è stato docente di Organo e Composizione Organistica presso il Conservatorio “G.Verdi” di Torino.

## Discografia
Ha pubblicato numerose composizioni presso le case editrici LDC, Animando, Carrara. Sue composizioni sono state eseguite e radio teletrasmesse sia in Europa che America. Ha registrato per la casa discografica ”Tactus” un cd di proprie composizioni organistiche intitolato “Donati plays Donati” favorevolmente recensito dalla radio on-line “Pipes dreams” del Minnesota (U.S.A.). Ha inciso assieme con un gruppo di improvvisatori torinesi il cd “Laudes&Improvisation”.
Nel 2014 sono stati realizzati dalla Casa discografica ELEGIA due cd: il primo "Compositori Italiani del XXI secolo" contiene composizioni sue e di Corrado Margutti, su testi di Edgardo Pocorobba; il secondo "Francophilie" contiene sue interpretazioni organistiche di brani di autori francesi dell'800 - 900.